# Odèn
Odèn är en kommun i Spanien.   Den ligger i provinsen Província de Lleida och regionen Katalonien, i den nordöstra delen av landet, 500 km öster om huvudstaden Madrid. Antalet invånare är 268. Arean är 114 kvadratkilometer. Odèn gränsar till Fígols i Alinyà, La Coma i la Pedra, Guixers, Navès, Lladurs, Castellar de la Ribera, Bassella och Oliana. 
Terrängen i Odèn är kuperad åt sydväst, men åt nordost är den bergig.
Odèn delas in i:
- Canalda